# 權恩妃
權恩妃（： Kwon Eun-Bi；1995年9月27日— )，韓國女歌手，曾為限定團體IZ*ONE隊長、主舞、領唱，現為solo歌手。所屬經紀公司為Woollim娛樂。官方粉絲名稱為「RUBI」。對待粉絲的態度非常真誠，與粉絲間的雙向應援創造了不少美談。
官方宣布漢字本名為權恩妃，後來本人在簽售會上說明其漢字意義是「恩惠的恩，王妃的妃」。

## 生平與事業

### 1995–2017：早年生活與出道前活動
權恩妃出生於韓國的首爾特別市衿川區。家庭成員有父親、母親及一名哥哥，育有一隻寵物犬叫金妃（금비）。她曾就讀東一國中，並畢業於首爾公演藝術高等學校。國中時期，她向父母表達了自己想要進入舞蹈學院的願望。然而，父母一開始反對她成為歌手，只同意她以興趣的方式學習舞蹈，希望她能專注於學業。不過，權恩妃下定決心要成為歌手，最終透過寫信給其他家人，請求他們幫忙說服父母讓她就讀藝術高中，才成功獲得支持。
17歲時，她曾擔任女團Secret和Girl's Day的伴舞，並受到學姐惠利的鼓勵，開始更積極追求成為偶像的夢想。與此同時，她也在巴黎贝甜門市兼職工作。
2014年7月18日，權恩妃以「Kazoo」為藝名，在Kiroy Company旗下的八人女團 Ye-A 出道，並發行單曲〈National Treasure〉，主打曲《UP N DOWN》。然而，她後來疑似與隊友Chai一同退出該團，因兩人的名字被移除自官方Twitter簡介。之後，她陸續參加多家娛樂公司的試鏡，最終與Woollim娛樂簽約。曾為同公司前輩INFINITE、Lovelyz等伴舞。

### 2018–2020：參與《Produce 48》並以 IZ*ONE 出道

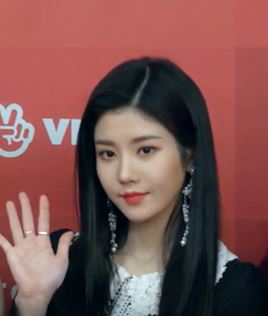
2019年金唱片頒獎典禮紅地毯

權恩妃是Woollim娛樂旗下四名參與Mnet女團選秀節目《PRODUCE 48》的練習生之一。該節目是《PRODUCE 101》系列與日本女子偶像團體AKB48的合作企劃。她在比賽期間的排名始終維持在前 12 名內，最終在總決賽獲得第7名，成功以IZ*ONE成員身份出道，並與同公司的練習生金采源一同加入團隊。此外，她在IZ*ONE團綜《IZ*ONE CHU》中被任命為隊長。
2019年5月21日，權恩妃成為JTBC 綜藝節目《取向尊重真實生活》的固定班底，與鄭亨敦、安貞桓共同出演。該節目於 5 月首播，並於同年 8 月結束播出。
2020年2月，她以作詞作曲身份出道，創作並譜寫歌曲〈Spaceship〉，該曲收錄於IZ*ONE的首張正規專輯《BLOOM*IZ》。此曲在Gaon数位榜上排名第130位。之後，她以「Psycho Rabbit」創作團隊成員的身份，參與 IZONE 第三張迷你專輯《Oneiric Diary》中〈WithOne〉的詞曲創作。該曲於 2020 年 6 月 15 日發行，並在 Gaon 數位榜上排名第 152 位。
2020年2月23日，因身心不適，而在《人氣歌謠》錄製完成後缺席粉絲見面會，專心休養，但兩天後在《The Show》歸隊。6月，宮脇咲良在冠名廣播《今夜，咲良樹下》中表示：權恩妃在《Oneiric Diary》專輯活動時代班舞蹈老師。她在同張專輯裏也參與了《With*One》歌曲的製作和監製。

### 2021年：結束IZ*ONE團體活動、Solo出道、首張迷你專輯《OPEN》
- 3月29日，師兄金聖圭發布單曲〈Hush〉的音樂錄影帶，權恩妃在其中擔任女主角[36]。
- 4月29日，IZ*ONE在3月舉行最終演唱會後正式結束活動，權恩妃與金采源一同回到Woollim娛樂，以練習生身份重新開始活動。
- 5月23日，開設個人Instagram帳號，名為「silver_rain.__ （页面存档备份，存于）」。
- 6月29日，她成為FashionN美妝節目《Follow me-取向真心》的新主持人[37]，與河成雲、PENTAGON成員 Kino 及 Freezia 共同主持[38]。
- 8月3日，開設個人Youtube頻道「권은비 KWON EUN BI （页面存档备份，存于）」。
- 8月4日，Woollim娛樂旗下女團Rocket Punch發行首張日語專輯《Bubble Up!》，其中收錄了由權恩妃參與作詞與共同製作的歌曲〈Let's Dance〉。
- 8月5日，Woollim娛樂宣布權恩妃正準備以個人歌手身份出道，並將於月底發行首張專輯，是IZ*ONE中第一個發行個人專輯的成員[39][40]。
- 8月24日，她推出首張迷你專輯《OPEN》，其中兩首歌曲獲得詞曲創作掛名，包括主打歌〈Door〉[41]。Solo出道後，權恩妃獲得第36屆金唱片獎「新人獎」提名[42]、2021年Mnet亞洲音樂大獎「最佳新人女子歌手」提名[43]、第31屆首爾歌謠大賞「新人獎」提名[44]，並在 2021亞洲明星盛典獲得「最具感染力歌手獎」[45][46]。
- 12月18日，舉辦首場線上粉絲見面會『WELCOME TO EUNBI LAND：OPEN THE DOOR』[47]。
- 12月28日，她與Rocket Punch成員高橋朱里合作，為SmileGate手遊《Epic Seven》演唱原聲帶歌曲〈I'll Be Your Energy〉[48]。

### 2022年：音樂劇《太陽之歌》、迷你二輯《Color》、首場個人演唱會、迷你三輯《Lethality》
- 1月27日，經紀公司宣佈恩妃突破性感染新冠肺炎。
- 2月23日，與bimil:ier合作發行數位單曲《MIRROR》[49]。
- 3月10日，與UNIVERSE合作發行數位單曲《ESPER》[50]。
- 3月24日，宣佈參演音樂劇《太陽之歌》[51] 。
- 4月4日，發行第二張迷你專輯《Color》[52]。
- 5月9日，宣布將於6月18日至19日舉行個人演唱會『2022 KWON EUNBI 1st CONCERT Secret Doors』[53]。
- 7月29日，參與之網路綜藝Why Not Crew發行單曲《Why Not》[54]。
- 9月27日，舉辦首場生日會『HAPPY EUNBI DAY』[55]。
- 10月12日，發行第三張迷你專輯《Lethality》[56]。
- 11月3日，在日本舉辦首場粉絲見面會 KWON EUNBI 1st Fanmeeting in Japan『RUBI’s ROOM』[57]。
- 11月7日，宣布將於12月17日至18日舉行個人演唱會『2022 KWON EUNBI 2nd CONCERT Next Door』[58]。

### 2023年：出演Waterbomb、Young Street DJ、單曲一輯《The Flash》、初一位
- 1月2日，以Muneo (무너)身份參與虛擬偶像選秀節目《少女 RE:VERSE》[59]，並於3月6日播出的總決賽獲得第一名。
- 4月8日，在澳門舉辦粉絲見面會『KWON EUNBI <Million Stars Fan Meeting> in Macao』[60]。
- 5月9日，以虛擬偶像組合FE:VERSE出道[61]。
- 6月23日，出演『Waterbomb 2023首爾場』，通過傳奇直拍獲取高人氣，一舉成為Summer Queen[62]。
- 7月3日，成為SBS Radio《權恩妃的Young Street》固定DJ[63]。
- 8月2日，發行第一張單曲專輯《The Flash》[64][65][66][67]。
- 8月8日，在The show節目中獲得solo初一位[68]。
- 8月23日，出席第5屆Newsis K-EXPO，獲得了首爾觀光財團代表理事獎[69]。
- 9月10日，宣布將於10月7日至8日舉行個人演唱會『2023 KWON EUNBI 3rd CONCERT QUEEN』[70]。
- 10月10日，出席第6屆The Fact Music Awards，獲得了年度Solo表演獎[71]。
- 10月24日，發行數位單曲《Like Heaven》，此單曲和來自加拿大的韓國嘻哈歌手Paul Blanco合作，且早前已在個人演唱會中先行公開[72]。
- 10月26日，宣布將於12月9日在日本舉辦粉絲見面會 KWON EUNBI 2nd Fanmeeting in Japan『RUBI’s ROOM 2』[73]。
- 11月7日，宣布將擔任MBC綜藝節目《單身同學會：學緣》MC，節目將於12月5日晚間10點首播[74][75]。
- 12月8日，日本官方推特發布參演日本電影《原本以為只是手機掉了 最終章駭客遊戲》預計將於2024年秋天上映[76][77]。
- 12月14日，出席第8屆亞洲明星盛典，獲得了Best Musician Award[78][79][80]。
- 12月23日，以頒獎人身份出席2023KBS演藝大賞[81]。
- 12月29日，以頒獎人身份出席2023MBC演藝大賞[82]，入圍女子新人獎[83]。
- 12月30日，以頒獎人身份出席2023SBS演藝大賞[84]。
- 12月31日，出席2023MBC歌謠大祭典，為Solo後首次參與三大台年末歌謠祭典[85][86]。

### 2024年：特別MC、單曲二輯《SABOTAGE》、日本電影、台北粉絲見面會
- 1月2日，在SBS新年會中以Young Street DJ的身份獲得了特別賞[87]。
- 1月5日，擔任KBS音樂節目音樂銀行特別MC[88]。
- 1月14日，受邀參加2023-24KBL全明星賽[89]，並於中場進行祝賀公演[90]。
- 3月7日，成為MBC Every1綜藝節目《我今天打了個好球》固定成員，節目於5月7日首播[91][92][93]。
- 3月27日，出席2024環球超級明星盛典[94]，擔任典禮主持人[95][96]，並獲得了環球潮流偶像(Universal Hot Trend Icon)[97]。
- 4月5日，成為ENA綜藝節目《睜眼一看OOO》的固定成員，在節目中體驗成為莊敬高職的學生，節目於5月9日首播[98][99]。
- 4月16日，據韓國媒體報導，以24億韓元的價格購買了位於首爾特別市城東區松亭洞的一棟單獨住宅[100]。該住宅為地上三層以及地下一層所組成(佔地面積106平方公尺，總面積192.45平方公尺)[註 7]。
- 5月3日，宣布出演Netflix綜藝《喪屍宇宙2》擔任固定成員[101][102]，節目預計於第四季度播出。
- 5月24日，參加第二屆海洋日垃圾清理活動[103][104]。
- 6月8日，參加第12屆綠色愛心義賣會[105]。
- 6月15日，原先預計參加Weverse Con Festival於Weverse Park進行戶外表演[106]，當天因健康問題而取消[107]。
- 6月18日，發行第二張單曲專輯《SABOTAGE》[108][109][110][111][112][113]。
- 7月4日，參加第28屆富川國際奇幻影展[114][115]。
- 7月6日，出演『Waterbomb 2024首爾場』[116][117][118][119]。
- 7月13日，參加於高雄舉辦的拼盤演唱會『K-Mega Concert in Kaohsiung』[120][121][122][123]。
- 7月18日，出席第16屆MTN Broadcast Advertising Festival[124]，並獲得了CF Star新人獎[125][126]。
- 9月21日，官方宣布將擔任愛奇藝國際版選秀節目《星光閃耀的少年》的導師[127][128]。
- 9月22日，舉辦第二場生日會『Kwon Eunbi Birthday Party』[129]。
- 10月18日，參加主演日本電影《原本以為只是手機掉了 最終章駭客遊戲》試映會[130]。
- 10月19日，擔任第30屆夢想演唱會的主持人[131][132]。
- 11月1日，主演電影《原本以為只是手機掉了 最終章駭客遊戲》於日本上映[76][77][130]。
- 11月14日，參加《喪屍宇宙2》發佈會[133]，節目將於11月19日首播。
- 12月22日，於台北Legacy Tera舉辦粉絲見面會 KWON EUNBI FANMEETING『TREASURE』[134][135]。

### 2025年：數位單曲回歸《Hello Stranger》、個人演唱會
- 1月7日，發行數位單曲《Snowfall》，此單曲和韓國嘻哈歌手Coogie合作[136][137][138]。
- 1月10日，參加《Undercover》製作發佈會[139]，節目將於1月12日播出[140]。
- 2月9日，參加2025首爾時裝周[141]。
- 4月14日，發行數位單曲《Hello Stranger》，此次回歸並無發行實體專輯[142][143][144]。
- 6月27日，宣布將於8月23至24日舉辦個人演唱會『2025 KWON EUNBI 4th CONCERT THE RED』[145]。
- 6月28日，於中國重慶舉辦粉絲見面會『權是心動』[146]。
- 7月6日，出演『Waterbomb 2025首爾場』[147][148][149][150][151]。
- 8月11日，宣布將於9月20日在Legacy Max舉辦個人演唱會『2025 KWON EUNBI 4th CONCERT THE RED in Taipei』[152]。
- 8月17日，擔任富邦悍將於台北大巨蛋舉辦的悍將中學主題日賽後演唱嘉賓[153][154][155][156]。

## 音樂作品

### 韓語
迷你專輯
- 2021-08-24: 《OPEN》[40]
- 2022-04-04: 《Color》[52]
- 2022-10-12: 《Lethality》[56]

單曲專輯
- 2023-08-02: 《The Flash》[64]
- 2024-06-18: 《SABOTAGE》[108]

數位單曲
- 2023-10-24: 《Like Heaven》[72]
- 2025-01-07: 《Snowfall》[136][137][138]
- 2025-04-14: 《Hello Stranger》 [142][143][144]

### 個人創作
KOMCA登記編號：10023241
（页面存档备份，存于）
| 年份   | 日期     | 歌曲                | 作詞 | 作曲 | 專輯          | 歌手         | 備註       |
| 2020年 | 2月17日  | SPACESHIP           |      |      | BLOOM*IZ      | IZ*ONE       |            |
| 2020年 | 6月15日  | WITH*ONE            |      |      | Oneiric Diary | IZ*ONE       |            |
| 2021年 | 3月14日  | ONLY ONE (평행우주) |      |      | 無            | IZ*ONE       | 演唱會公開 |
| 2021年 | 8月4日   | Let’s Dance         |      |      | Bubble Up！   | Rocket Punch |            |
| 2021年 | 8月24日  | Door                |      |      | OPEN          | 權恩妃       |            |
| 2021年 | 8月24日  | Rain(비 오는 길)    |      |      | OPEN          | 權恩妃       |            |
| 2022年 | 2月3日   | MIRROR              |      |      | 無            | 權恩妃       | 單曲       |
| 2022年 | 4月4日   | OFF                 |      |      | Color         | 權恩妃       |            |
| 2022年 | 10月12日 | Hi                  |      |      | Lethality     | 權恩妃       |            |
| 2023年 | 8月2日   | Beautiful Night     |      |      | The Flash     | 權恩妃       |            |
| 2023年 | 11月17日 | Color Paper         |      |      | FOR YOU       | 幻藍小熊     | [ 157 ]    |
| 2025年 | 1月7日   | Snowfall(눈이 와)   |      |      | 無            | 權恩妃       | 單曲       |

## 影視作品

### 電影
| 年份   | 日期    | 電影名稱                            | 角色   | 備註     |
| 2024年 | 11月1日 | 原本以為只是手機掉了 最終章駭客遊戲 | 崔秀敏 | 日本電影 |

### 綜藝節目
| 年份   | 日期               | 頻道         | 節目名稱           | 集數        | 備註      |
| 2018年 | 6月15日～8月31日   | Mnet         | PRODUCE48          | EP.1～EP.12 | 第7名出道 |
| 2019年 | 5月21日～8月6日    | JTBC         | 取向尊重 真實生活  | EP.1～EP.12 | MC        |
| 2021年 | 7月30日～9月17日   | FashionN     | Follow me-取向真心 | EP.1～EP.8  | MC        |
| 2023年 | 1月2日～3月6日     | Kakao page   | 少女 RE:VERSE      | EP.1～EP.11 | 虛擬選秀  |
| 2023年 | 12月5日～2月20日   | MBC          | 單身同學會：學緣   | EP.1～EP.12 | MC        |
| 2024年 | 5月7日～7月30日    | MBC every1   | 我今天打了個好球   | EP.1～EP.12 | MC        |
| 2024年 | 5月9日～5月30日    | ENA          | 睜眼一看OOO        | EP.1～EP.4  | 固定成員  |
| 2024年 | 10月26日～12月28日 | 愛奇藝國際版 | 星光閃耀的少年     | EP.1～EP.10 | 擔任導師  |
| 2024年 | 11月19日           | Netflix      | 喪屍宇宙2          | EP.1～EP.7  | 固定成員  |
| 2025年 | 1月12日～3月16日   | ENA          | Undercover         | EP.1～EP.10 | 固定成員  |

### 個人電台
| 年份   | 日期             | 頻道         | 節目名稱             | 播出時間             |
| 2023年 | 7月3日～12月31日 | SBS Power FM | 權恩妃的Young Street | 韓國時間 每晚8～10點 |
| 2024年 | 1月1日～8月4日   | SBS Power FM | 權恩妃的Young Street | 韓國時間 每晚8～10點 |

## 主持
| 年份   | 日期     | 頻道    | 節目名稱             | 合作藝人 | 備註            |
| 2024年 | 1月5日   | KBS 2TV | Music Bank           | 李彩玟   | 特別MC          |
| 2024年 | 3月27日  | MBC M   | 2024環球超級明星盛典 | 李燦元   | [ 95 ]          |
| 2024年 | 10月19日 | 不適用  | 第30屆夢想演唱會     | 利特     | [ 131 ] [ 132 ] |

## 雜誌與畫報
| 年份   | 期數      | 雜誌名稱             | 備註            |
| 2021年 | Vol.12    | INDEED               | 與金采源        |
| 2021年 | 8月刊     | Singles              | 與金采源        |
| 2021年 | 8月刊     | ESQUIRE              | 與金采源        |
| 2021年 | Vol.225   | 1st Look             |                 |
| 2021年 | 9月刊     | Pilates S            | 封面模特        |
| 2021年 | 不適用    | Silver Rain          | 單獨寫真集      |
| 2022年 | 1月刊     | MAPS                 | 封面模特        |
| 2022年 | 4月刊     | hey mari             | 封面模特        |
| 2022年 | 4月刊     | THE STAR             | 封面模特        |
| 2022年 | 6月刊     | ELLE                 | 與河成雲        |
| 2022年 | 8月刊     | GQ KOREA             |                 |
| 2022年 | 10月刊    | 韓流ぴあ(한류피아)   | 日本雜誌        |
| 2022年 | 11,12月刊 | MEN Noblesse         |                 |
| 2023年 | 7月刊     | The NEIGHBOR         |                 |
| 2023年 | 8月刊     | ESQUIRE              |                 |
| 2023年 | 9月刊     | Singles              |                 |
| 2023年 | 9月刊     | MAPS                 | 封面模特        |
| 2023年 | 11月刊    | Bazaar Korea         |                 |
| 2023年 | 11月刊    | THE STAR             | 封面模特        |
| 2024年 | 6月刊     | ELLE                 | [ 163 ] [ 164 ] |
| 2024年 | 8月刊     | VOGUE                | 與崔叡娜        |
| 2024年 | 10月刊    | Bazaar Korea         | 與朱賢英        |
| 2024年 | Vol.29    | Olive Young Magazine | [ 167 ]         |
| 2024年 | 10月刊    | COSMOPOLITAN         | [ 168 ]         |
| 2025年 | 4月刊     | COSMOPOLITAN         | [ 169 ]         |

## 演唱會及其他活動

### 個人演唱會
| KWON EUNBI The 1st Concert 《Secret Doors》 |      |                       |
| 日期                                        | 國家 | 舉辦地點              |
| 2022年6月18日                               | 韓國 | 世宗大學 Daeyang Hall |
| 2022年6月19日                               | 韓國 | 世宗大學 Daeyang Hall |

| KWON EUNBI The 2nd Concert 《Next Door》 |      |                          |
| 日期                                     | 國家 | 舉辦地點                 |
| 2022年12月17日                           | 韓國 | COEX Shinhan Card Artium |
| 2022年12月18日                           | 韓國 | COEX Shinhan Card Artium |

| KWON EUNBI THE 3rd Concert 《QUEEN》 |      |                             |
| 日期                                 | 國家 | 舉辦地點                    |
| 2023年10月7日                        | 韓國 | Blue Square Mastercard Hall |
| 2023年10月8日                        | 韓國 | Blue Square Mastercard Hall |

| KWON EUNBI THE 4th Concert 《THE RED》 |      |                     |
| 日期                                   | 國家 | 舉辦地點            |
| 2025年8月23日                          | 韓國 | 延世大學大禮堂      |
| 2025年8月24日                          | 韓國 | 延世大學大禮堂      |
| 2025年9月20日                          | 台灣 | 信義劇場 Legacy Max |

## 獎項

### 大型頒獎典禮獎項
| 年份   | 典禮名稱                                  | 獎項                   | 提名名義 | 結果 |
| 2021年 | 第6屆 亞洲明星盛典                        | Best Emotive Award     | 權恩妃   | 獲獎 |
| 2021年 | 第23屆 Mnet亞洲音樂大獎                   | 最佳女新人獎           | 權恩妃   | 提名 |
| 2022年 | 第36屆 金唱片獎                           | 年度新人獎             | 權恩妃   | 提名 |
| 2023年 | 第5屆 Newsis K-EXPO                       | 首爾觀光財團代表理事獎 | 權恩妃   | 獲獎 |
| 2023年 | 第6屆 The Fact Music Awards               | 年度Solo表演獎         | 權恩妃   | 獲獎 |
| 2023年 | 第8屆 亞洲明星盛典                        | Best Musician Award    | 權恩妃   | 獲獎 |
| 2023年 | 第23屆 MBC演藝大賞                        | 女子新人獎             | 權恩妃   | 提名 |
| 2024年 | 31週年 Hanteo Music Awards                | Emerging Artist Award  | 權恩妃   | 提名 |
| 2024年 | 第1屆 環球超級明星盛典                    | 環球潮流偶像           | 權恩妃   | 獲獎 |
| 2024年 | 第16屆 MTN Broadcast Advertising Festival | CF Star新人獎          | 權恩妃   | 獲獎 |

### 音樂節目獎項
| 年份   | 日期   | 電視台  | 節目名稱 | 獲獎歌曲  | 排名 |
| 2023年 | 8月8日 | SBS MTV | THE SHOW | The Flash | 1位  |

### 主要音樂節目榜單排名
| 主打歌曲排名成績 | |                       |                     |                        |                  |                         |                      |          |
| 專輯 | 歌曲 | Mnet 《M! Countdown》 | KBS2 《Music Bank》 | MBC 《Show! 音樂中心》 | SBS 《人氣歌謠》 | MBC M 《Show Champion》 | SBS MTV 《THE SHOW》 | 備註     |
| 2021年 | |                       |                     |                        |                  |                         |                      |          |
| OPEN | DOOR | 6                     | 35                  | 17                     | /                | 4                       | 3                    | SOLO出道 |
| 2022年 | |                       |                     |                        |                  |                         |                      |          |
| Color | Glitch | 10                    | 15                  | 14                     | /                | /                       | 2                    |          |
| Lethality | Underwater | 13                    | 12                  | 23                     | 24               | /                       | /                    |          |
| 2023年 | |                       |                     |                        |                  |                         |                      |          |
| The Flash | The Flash | 12                    | 11                  | 26                     | /                | /                       | 1                    | 初一位   |
| 2024年 | |                       |                     |                        |                  |                         |                      |          |
| SABOTAGE | SABOTAGE | 9                     | 7                   | 18                     | 12               | /                       | 3                    |          |
| 2025年 | |                       |                     |                        |                  |                         |                      |          |
| 無專輯單曲 | Hello Stranger | 12                    | 9                   | 12                     | /                | /                       | /                    |          |
| \| - 「*」：打榜中 - 「 (1) 」：兩星期冠軍 - 「 [1] 」：三星期冠軍 - 「 {1} 」：四星期冠軍 \| - 「/」：表示未有相關資料 - 「 」：該段時期未有設立排行榜 - 取得《M! Countdown》、《人氣歌謠》、《Show Champion》、《THE SHOW》三週一位後，排名自動除外 \| | |                       |                     |                        |                  |                         |                      |          |
| - 「*」：打榜中 - 「 (1) 」：兩星期冠軍 - 「 [1] 」：三星期冠軍 - 「 {1} 」：四星期冠軍 | - 「/」：表示未有相關資料 - 「 」：該段時期未有設立排行榜 - 取得《M! Countdown》、《人氣歌謠》、《Show Champion》、《THE SHOW》三週一位後，排名自動除外 |                       |                     |                        |                  |                         |                      |          |

## 外部連結
- 權恩妃的Instagram帳戶
- 權恩妃的X（前Twitter）
- YouTube上的權恩妃頻道
- 權恩妃的Weverse
- 權恩妃的微博 （页面存档备份，存于）
- 權恩妃的TikTok （页面存档备份，存于）